# Qualificazioni alla Coppa araba 1988
Sono elencate di seguito le date e i risultati per le qualificazioni alla Coppa araba 1988.

## Formula
Giordania (come paese ospitante) e Iraq (come detentore del titolo) sono qualificati direttamente alla fase finale. Rimangono 8 posti disponibili per la fase finale. Le qualificazioni si dividono in quattro zone: Zona del Golfo, Mar Rosso, Zona Orientale, Nord Africa.

## Zona del Golfo
Bahrein e Kuwait qualificati alla fase finale.
NB: non è noto se ci sono svolte delle partite di qualificazione.

## Mar Rosso
Egitto e Arabia Saudita qualificati alla fase finale.
NB: non è noto se ci sono svolte delle partite di qualificazione.

## Nord Africa
| Algeri 11 dicembre 1987 | Algeria | 0 – 0 | Tunisia | Stadio 5 luglio 1962 |

| Algeri 13 dicembre 1987 | Tunisia | 2 – 1 | Mauritania | Stadio 5 luglio 1962 |

| Algeri 15 dicembre 1987 | Algeria | 3 – 0 | Mauritania | Stadio 5 luglio 1962 |

| Pos | Squadra    | P.ti | G | V | N | P | GF | GS | DR |
| --- | ---------- | ---- | - | - | - | - | -- | -- | -- |
| 1   | Algeria    | 3    | 2 | 1 | 1 | 0 | 3  | 0  | +3 |
| 2   | Tunisia    | 3    | 2 | 1 | 1 | 0 | 2  | 1  | +1 |
| 3   | Mauritania | 0    | 2 | 0 | 0 | 2 | 1  | 5  | -4 |

Algeria e Tunisia qualificati alla fase finale.

## Zona Orientale
Siria qualificato alla fase finale.
NB: non è noto se ci sono svolte delle partite di qualificazione.